# 池田長令
池田 長令（いけだ ながよし）は、江戸時代中期の旗本。通称は主計、帯刀。

## 略歴
元禄15年（1702年）、池田長清の子として誕生。母は野村氏。幼名は造酒助。
享保3年（1718年）6月23日、家督を継いでいた兄・長元が早世したため、同年9月2日、遺領を継いだが、4年後の享保7年（1722年）4月24日、21歳で死去した。跡を末期養子・長興（雨宮正景の次男）が継いだ。